# Мігель Утрілло
Мігель Утрілло (катал. Miquel Utrillo i Morlius; 16 лютого 1862, Барселона — 20 січня 1934, Сіджес) — каталонський художник, інженер, графік, художній критик, дизайнер, ілюстратор і письменник. Один з яскравих представників стилю каталонський модерн, один з організаторів Всесвітньої виставки в Барселоні в 1929 році, брав участь у створенні «іспанського села» в Барселоні на горі Монтжуик.

## Життєпис
Мігель народився в сім'ї адвоката в Барселоні 16 лютого 1862 року. В 1867 році сім'я переїжджає до Франції, де хлопець отримує середню освіту. Мігель навчався в університетах Авіньйона і Барселони. Під час другої еміграції сім'ї художник живе в Парижі, перебуває у богемних колах митців. Між 1884 і 1886 роками відвідує Бельгію та Німеччину. Після повернення в Барселону в 1885 році стає членом Товариства художників Каталонії, знайомиться з художником Сантьяго Рузіньолем, а через нього — з Рамоном Касасом, Енріке Кларазо і Рамоном Канудасом. У 1887 році відвідує Париж. Знову зблизився з художницею Сюзан Валандон, матір'ю живописця Моріса Утрілло (1883—1955). У 1891 році Мігель усиновляє хлопчика.
У 1893 році Утрілло з Парижа приїжджає в Чикаго. Там він цікавився китайським театром тіней. Повернувся в 1895 році в Париж, а звідти приїхав у Барселону. У 1912 році художник одружується, мав двох синів — Мігеля і Хуана. У 1921 році художник став членом керівного органу Ради Музеїв Каталонії. Був консультантом художніх виставок в Каталонії з 1925 по 1929 рік. У 1929 році був одним з керівників будівництва так званого «Іспанського села» на горі Монтжуик в Барселоні. Останні роки провів у Сіджесі.
Художник був кавалером Ордена Почесного легіону, членом Французької академії і почесним членом Національного географічного товариства, США.

## Творчість
У рідному місті художник брав участь у культурному житті. Був завсідником популярного серед модерністів культового кафе «У чотирьох котів», співпрацював з літературно-художніми модерністськими журналами Барселони. У 1897 році брав участь у створенні Кварта-Фесту в стилі модерн містечку Сіджес. За фінансової допомоги однодумців у 1904 році Утрілло відкрив власний журнал «Форми» (1904—1907). Там одним з перших привернув увагу цінителів мистецтва на твори молодого Пабло Пікассо. У 1909 році за допомогою американського колекціонера Чарльза Дірінга, Утрілло перебудував будівлю старої лікарні в Сіджесе в художній музей (палац Марізель, відкритий в 1910 році).

## Галерея

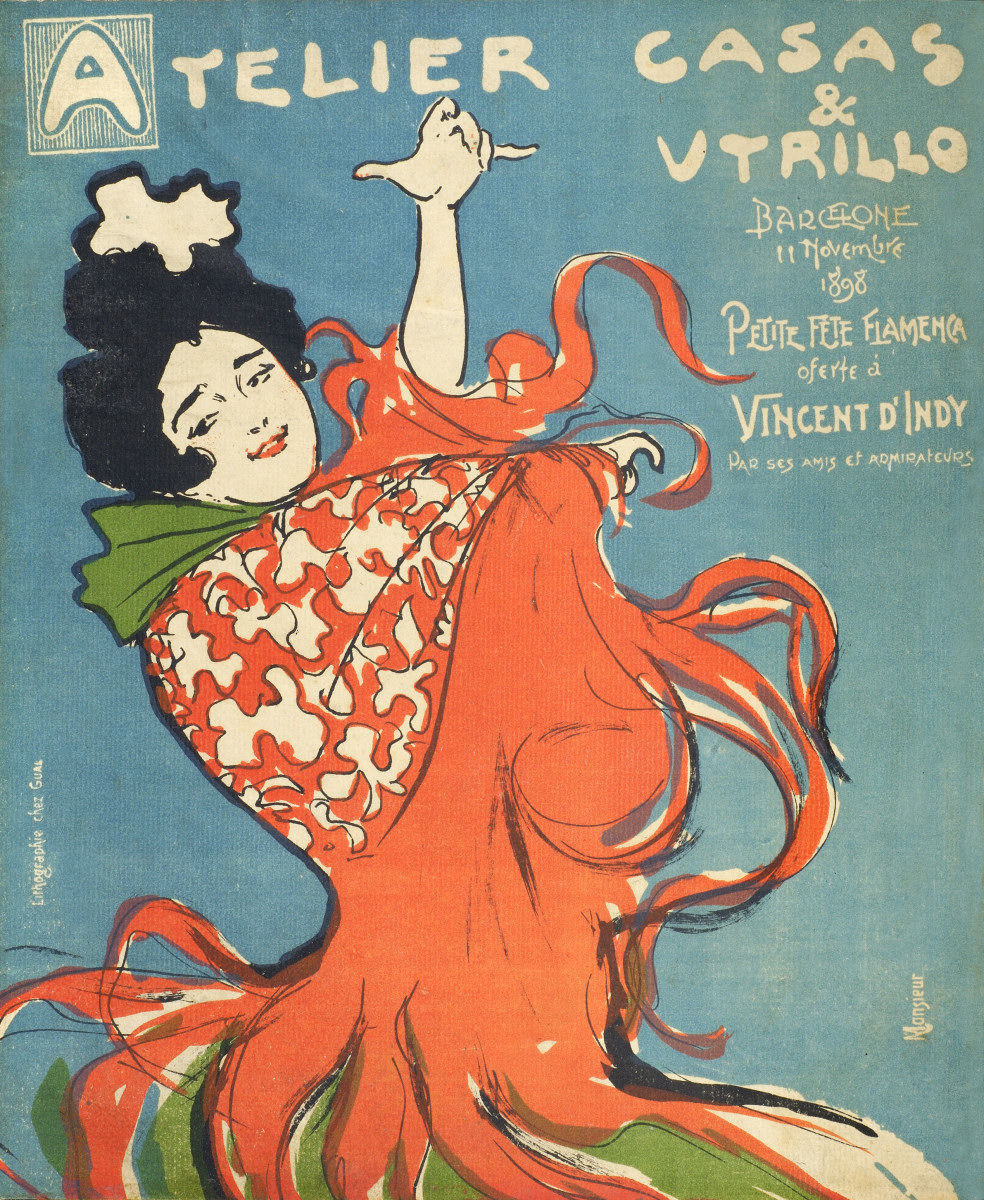
«Маленьке свято фламенко».
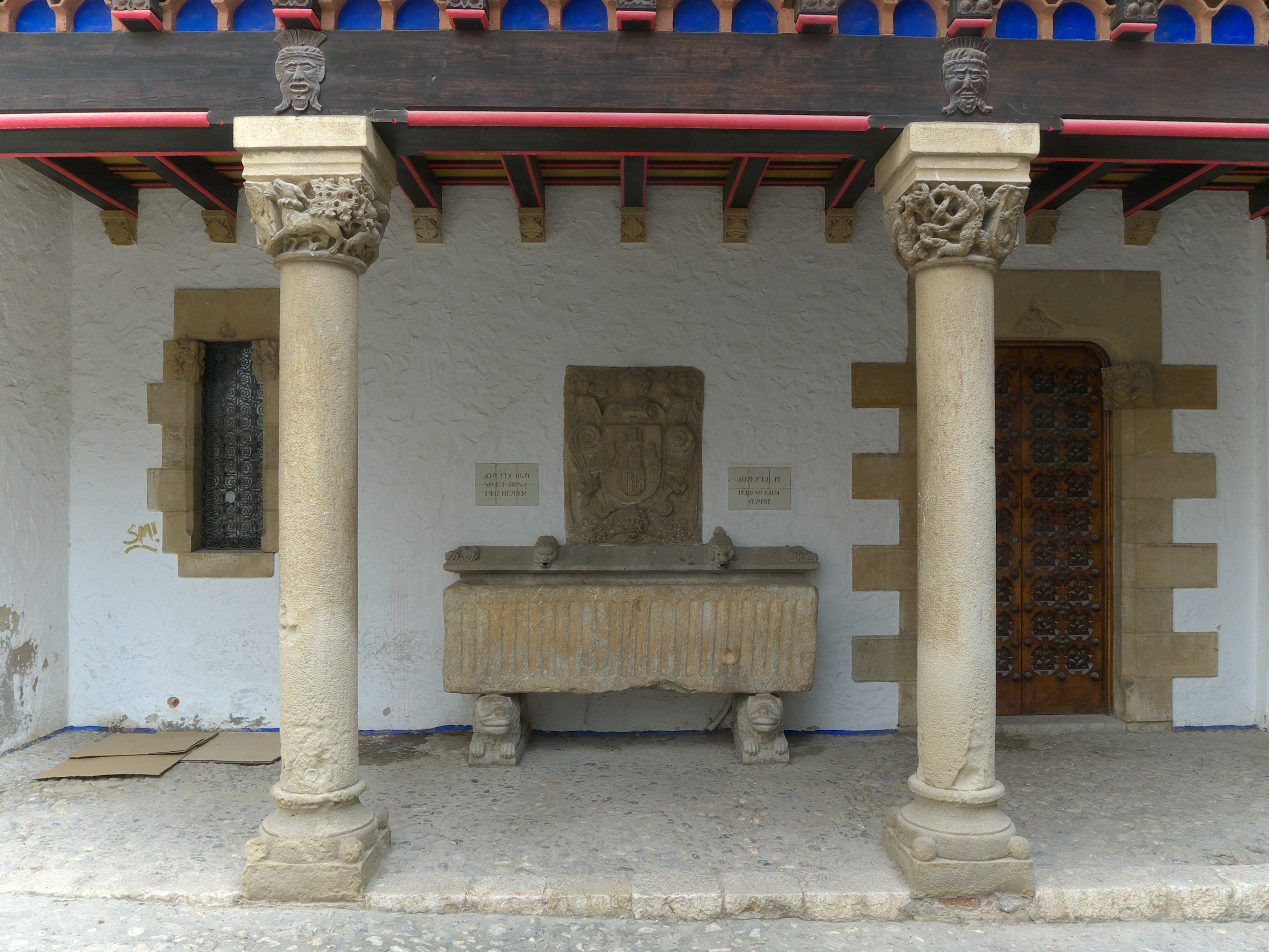
Палац Марізель в Сіджесі
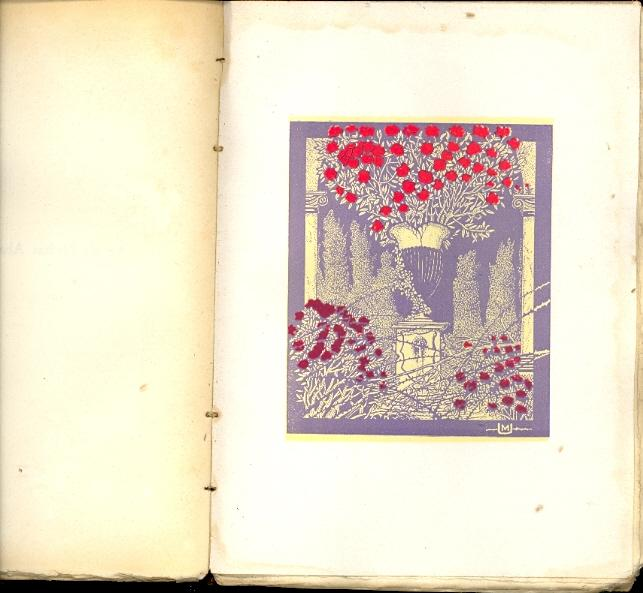
Книжкові ілюстрації
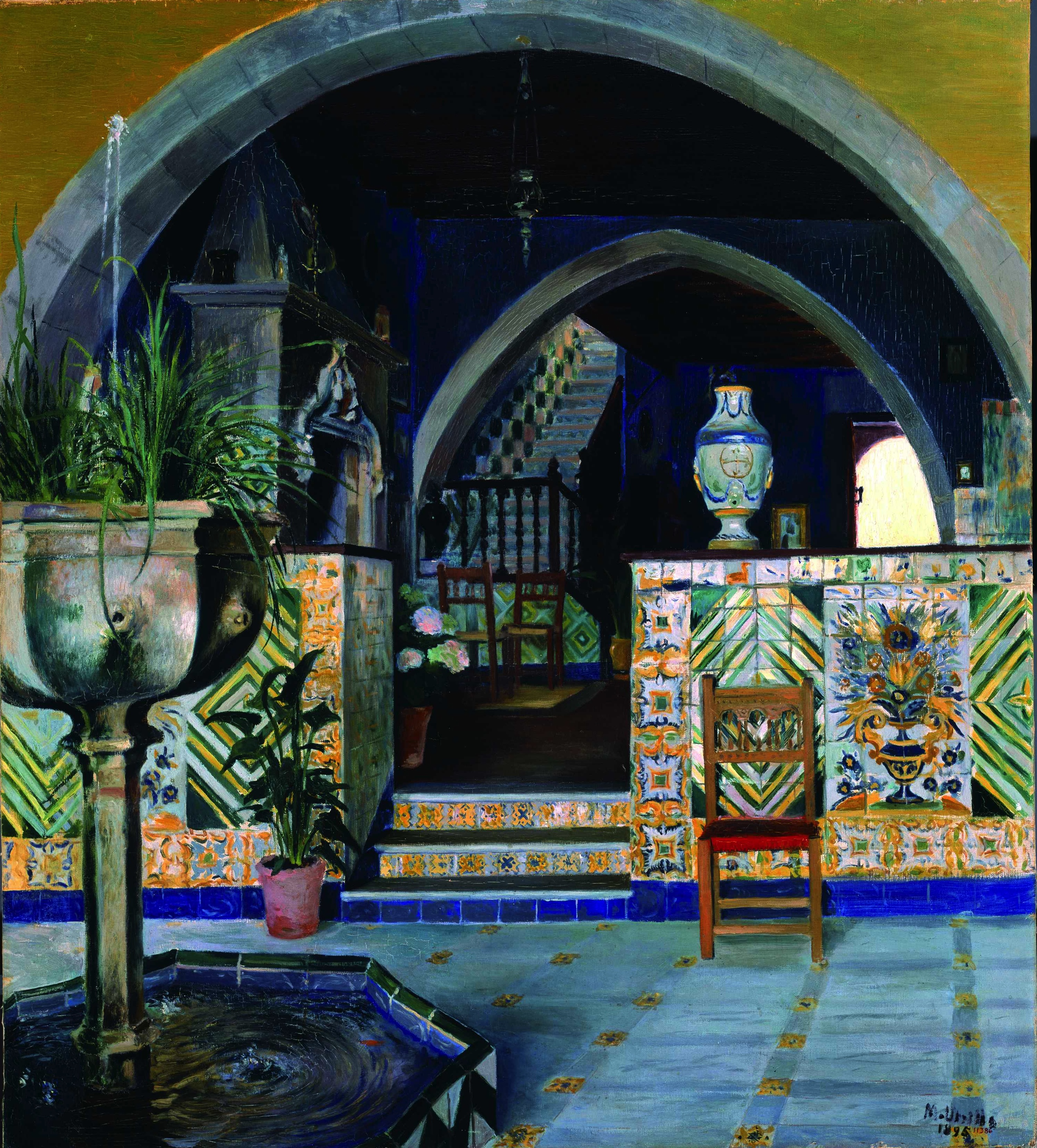
Кафе Феррат
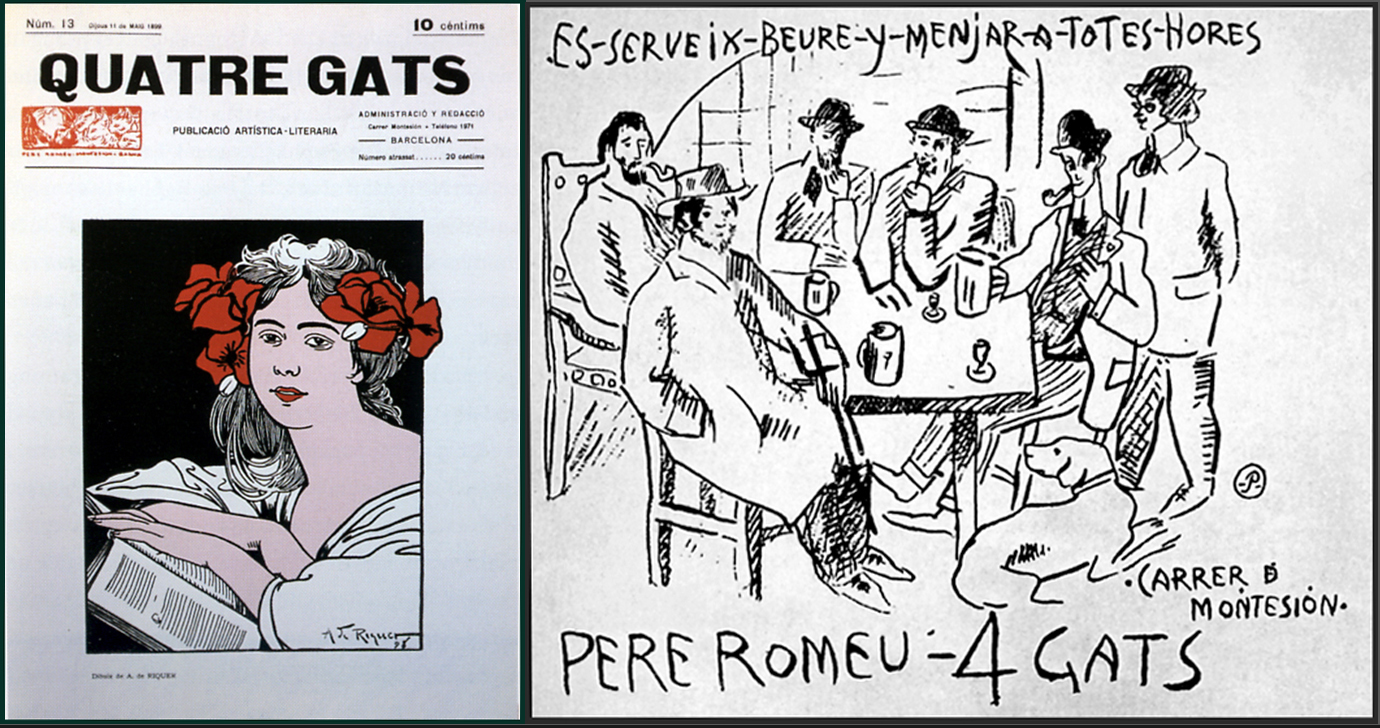
Модерністський журнал «Чотири кота»